# Oryahovo Heights
Die Oryahovo Heights (englisch; bulgarisch Оряховски възвишения Orjachowo waswischenija) sind vereiste und bis zu 340 m hohe Berge auf der Livingston-Insel im Archipel der Südlichen Shetlandinseln. Sie ragen über eine Länge von 6 km in nord-südlicher Ausrichtung im Zentrum und im östlichen Teil der Johannes-Paul-II.-Halbinsel auf.
Britische Wissenschaftler kartierten sie 1968. Die bulgarische Kommission für Antarktische Geographische Namen benannte sie 2005 nach der Stadt Orjachowo im Nordwesten Bulgariens.